# Tetranchyroderma copicirratum
Tetranchyroderma copicirratum is een buikharige uit de familie van de Thaumastodermatidae. De wetenschappelijke naam van de soort werd voor het eerst geldig gepubliceerd in 2008 door Hummon.